# Heather MacLean (Leichtathletin)
Heather Michele Delia MacLean (* 31. August 1995 in Peabody, Massachusetts) ist eine US-amerikanische Leichtathletin, die sich auf den 1500-Meter-Lauf spezialisiert hat.

## Sportliche Laufbahn
Heather MacLean absolvierte ein Studium an der University of Massachusetts und qualifizierte sich 2021 über 1500 m für die Olympischen Sommerspiele in Tokio und gelangte dort bis ins Halbfinale, in dem sie mit 4:05,33 min ausschied. Im Jahr darauf klassierte sie sich bei den Hallenweltmeisterschaften in Belgrad mit 4:06,38 min auf dem siebten Platz. Im August siegte sie dann in 4:04,53 min bei den NACAC-Meisterschaften in Freeport. Bei den Crosslauf-Weltmeisterschaften 2023 in Bathurst gelangte sie mit 24:21 min auf den fünften Platz in der Mixed-Staffel. 2025 platzierte sie sich bei den Hallenweltmeisterschaften in Nanjing mit 4:05,45 min auf dem siebten Platz über 1500 Meter. Zuvor stellte sie in Boston in 3:59,60 min einen Nordamerikarekord auf.
2022 wurde MacLean US-amerikanische Hallenmeisterin im 1500-Meter-Lauf.

## Persönliche Bestleistungen
- 800 Meter: 1:58,77 min, 8. Juni 2024 in Concord
  - 800 Meter (Halle): 2:00,53 min, 21. Februar 2021 in Fayetteville
- 1500 Meter: 3:58,31 min, 30. Juni 2024 in Eugene
  - 1500 Meter (Halle): 3:59,60 min, 2. März 2025 in Boston (Nordamerikarekord)
- Meile: 4:20,41 min, 2. August 2024 in Raleigh
  - Meile (Halle): 4:17,01 min, 2. März 2025 in Boston